# Salvador Hedilla Pineda
Salvador Hedilla Pineda (Castillo Siete Villas, Cantabria, 9 de noviembre de 1882 - Barcelona, Cataluña, 30 de octubre de 1917) fue un aviador, motociclista y automovilista español. 

## Carrera como aviador

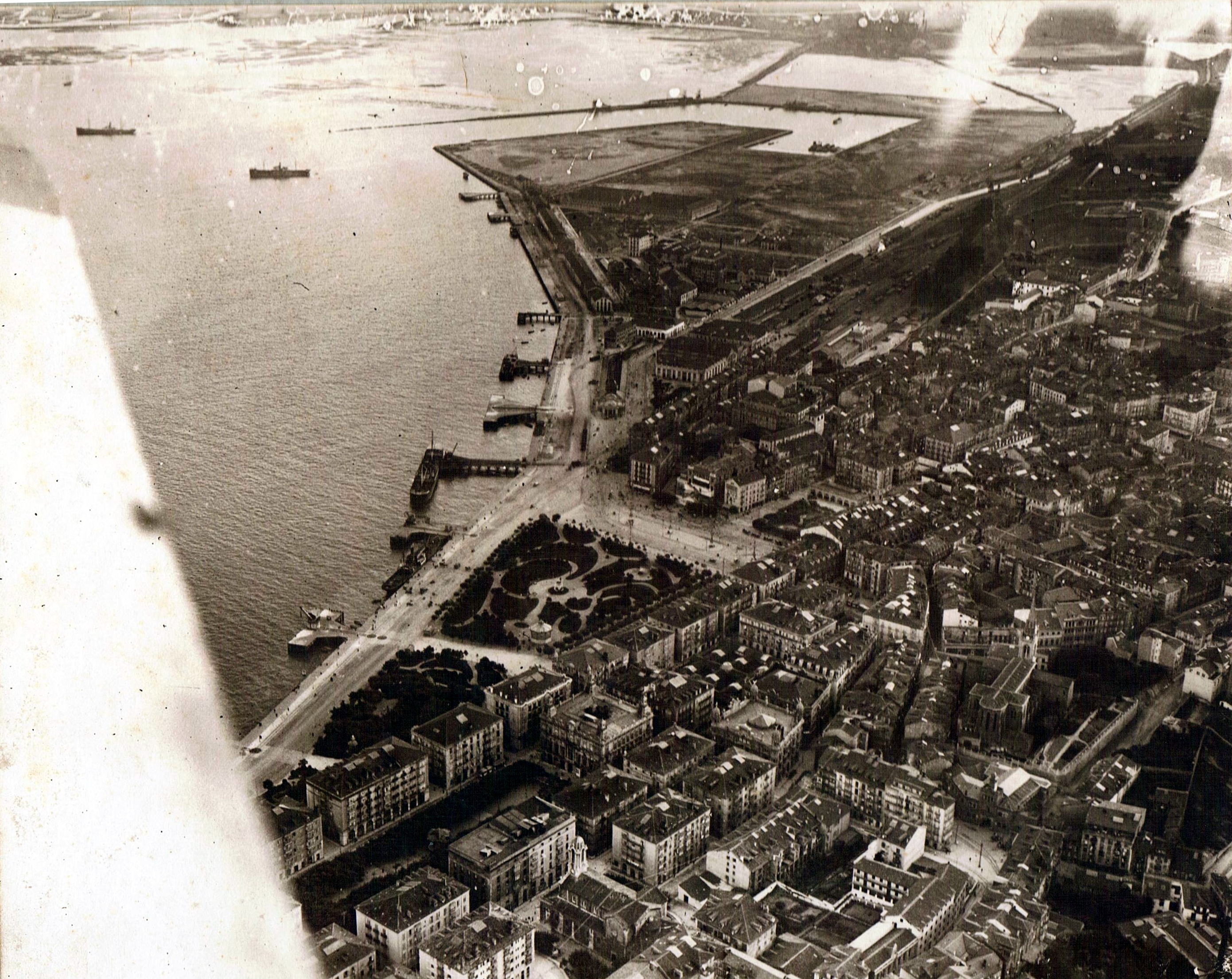
Fotografía aérea de Santander realizada por Salvador Hedilla en 1916.

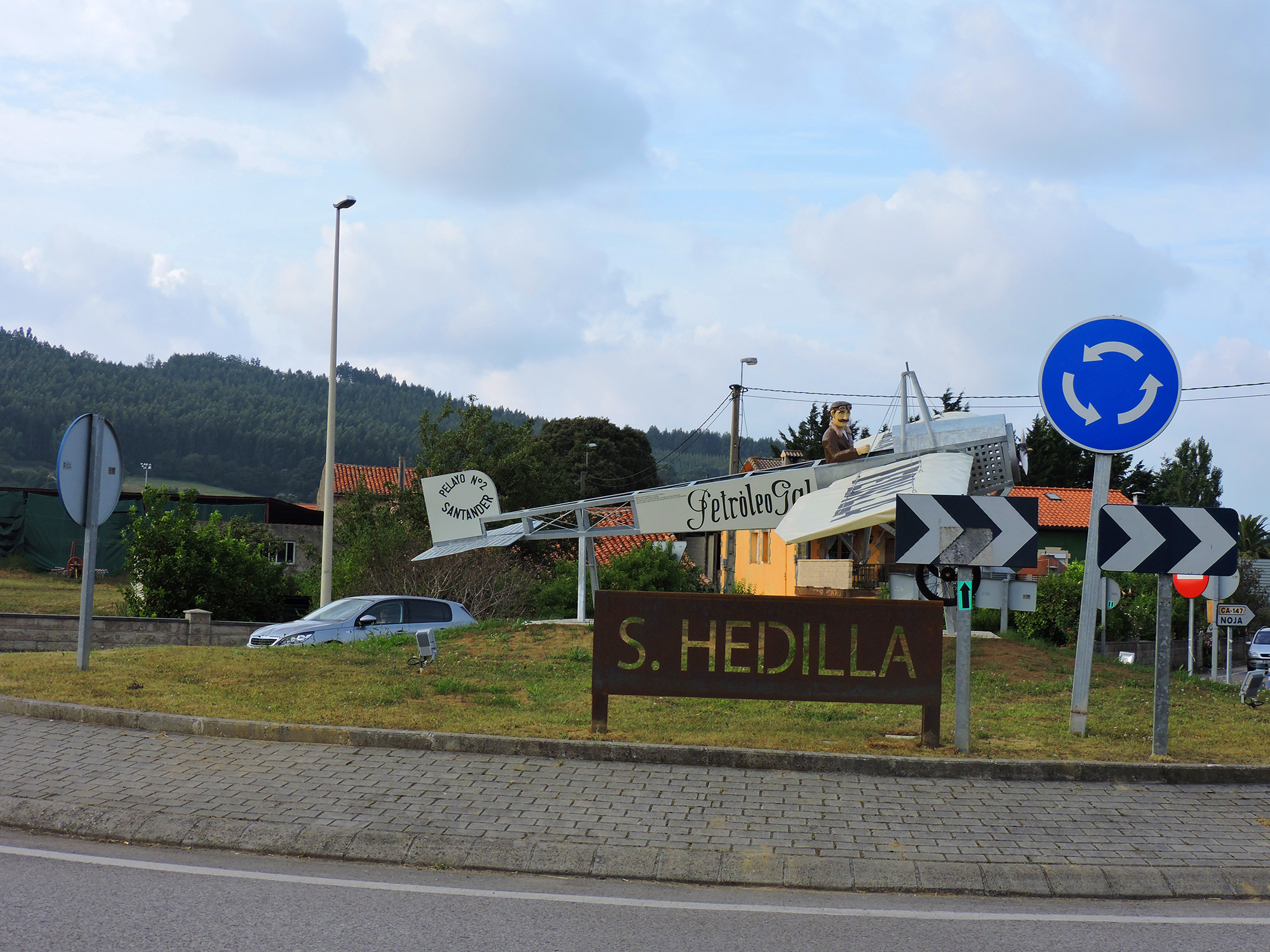
Monumento dedicado a Salvador Hedilla en la localidad de Castillo Siete Villas.

Es conocido por ser el primer aviador en llegar desde la península hasta las Islas Baleares, concretamente desde Barcelona a Mallorca. Fue instructor de vuelo en la Escuela Nacional de Pilotos de Getafe y director de la Escuela de Aviación Civil de San Martín de Provensals, de la que fue fundador. Nació en Castillo Siete Villas y falleció  en accidente de aviación en Barcelona el 30 de octubre de 1917.
Aprobó el examen de piloto en 1913.
Destacó como un magnífico piloto desde sus inicios. En 1914 ganó el concurso de Granada y el 31 de julio la Copa de Santander al piloto que alcanza la mayor distancia, completando 563 km en la ruta Santander-Zarauz- Châteauneuf.
Fue director de la escuela de pilotos de Barcelona en 1915 colaborando con la juventud catalana en el entusiasmo por el vuelo. Esta escuela, inicialmente en terrenos de casa Antúnez, fue trasladada al campo de la Volatería., propiedad de la empresa Pujol Comabella y cía, donde comenzó a producir aviones Vendôme.
Fue el primer piloto en cubrir la ruta Palma de Mallorca- Barcelona como demostración  de abrir vías postales regulares. 
Falleció en accidente, junto al entusiasta piloto Dr. Armangué probando un avión construido  por los talleres Pujol Comabella.
R.Hidalgo

## Fallecimiento
Falleció en Barcelona, víctima de accidente de avión, el 30 de octubre de 1917. Está enterrado en el cementerio de Ciriego de Santander, teniendo su tumba una figura de una avioneta. 

## Premios y reconocimientos
- Gran Cruz de la Reina María Cristina.
- Gran Cruz de Alfonso XIII.
- Collar de Carlos III.
- Copa Montañesa de Aviación (1914).
- Copa del Mediterráneo (1916).
- Monumento en la rotonda de Castillo (2016).
- Monumento Busto en Castillo «Aviador de Romance».
- Parque Salvador Hedilla en Palma de Mallorca.